# Бутырки (Москва)
Буты́рки (также Буты́рская слобода́, Буты́рская солда́тская слобода́) — исторический район Москвы, расположенный в районе современной Бутырской улицы.

## Этимология
Название местности происходит от омонимичного нарицательного слова, означавшего крестьянский двор на дальнем краю или в стороне от деревни или села, хутор. Употребление слова «Бутрыки» в качестве топонима довольно распространено в европейской части России — так, в XIX веке только в Московской губернии было шесть поселений с таким названием,

## История
Бутырки впервые упоминаются в XVI веке как маленькое поселение на два, по другим данным — три крестьянских дома, отделённое от села Сущёво обширным полем. Владельцем поселения был Никита Романович Захарьин, дед первого царя из династии Романовых Михаила Фёдоровича. В 1623—1624 годах деревня Бутыркина на Суходоле перешла в собственность сыну Никиты Ивану, дяде царя. В 1647 году в Бутырках была построена деревянная церковь Рождества Пресвятой Богородицы, по которой село стало называться «Рождественым на Дмитровской дороге». К тому моменту в поселении насчитывалось уже 79 дворов и 273 десятин земли, причём крестьяне лишь 12 дворов занимались сельским хозяйством, а остальные — ремесленничеством и обслуживанием проезжавших по дороге. Таким образом, селение фактически представляло собой слободу.
В 1649 году, после смерти Ивана Никитича село отошло в казну. В 1667 году «село Бутыркино отдано под селидьбу Матвеева полка Кравкова», полк с этих пор стал именоваться Бутырским. Примерно тогда же в слободе поселили 500 пленных поляков и литовцев, о чём долго напоминала сохранявшаяся в топонимике района Панская улица (ныне — Большая Новодмитровская). Полк считался элитным, нёс охрану в Кремле и других царских дворцах, и вероятно по этой причине не принял участие в Стрелецком бунте 1682 года. Во время вооружённого противостояния царевны Софьи Алексеевны и царя Петра на защиту последнего встали Потешные полки и один-единственный стрелецкий — Бутырский. Полк насчитывал от 800 до 1200 стрельцов, которые первоначально обитали в избах местных жителей, а со временем начали строить свои дома. В 1682—1684 годах на солдатские деньги была заново отстроена в камне церковь Рождества Пресвятой Богородицы. В 1689 году во главе полка встал Патрик Гордон, превративший подразделение в одно из лучших в русской армии. Полк принимал участие в Азовских походах в 1695 и 1696 годов, в Нарвской битве 1704 года и в Полтавской битве 1709 года. В декабре 1704 года в Бутырках в течение некоторого времени жил царь Пётр I, ожидая прибытия пленённых в ходе Нарвской битвы шведов, которые должны были стать частью триумфальной процессии в Москве. Некоторые источники указывают, что находящаяся в Бутырках Полтавская улица была названа в 1922 году в честь этого события, однако другие исследователи отмечают, что первоначально в 1922 году улица была названа «Полтевской» по фамилии домовладельца Тимофея Михайловича Полтева, и что лишь позднее была исправлена «опечатка» и улица получила более понятное название, а заодно была придумана легенда о его происхождении.
Согласно переписи 1720-х годов в Бутырской слободе было 550 дворов, которые находились на четырёх параллельных улицах: Вятской, Большой Бутырской (ныне Бутырская), Большой Панской (ныне Большая Новодмитровская) и Малой Панской (ныне улица Савёловская Линия). В 1742 году к югу от Бутырской слободы был возведён Камер-Коллежский вал, при котором была создана застава, получившая название Бутырской. В 1740-х годах полк был переведён в Смоленск. В 1767 году в состав слободы входило 262 двора военнослужащих, солдатских жён и вдов и 94 двора разночинцев. После передислокации полка военное ведомство попыталось передать слободу под управление полиции, но та не хотела её брать и была вынуждена уступить только после вмешательства Правительствующего сената. Бутырская слобода была включена в состав Сущёвской полицейской части и разделена на два квартала, таким образом юридически став частью Москвы.
В 1808 году в слободе было 134 дома и 807 гектаров земли, вся она принадлежала церкви Рождества Пресвятой Богородицы и сдавалась в аренду, за что церковь получала годовой доход в размере 1435 рублей. Также имелось несколько прудов в течении реки Неглинной. В 1823 году к северу от Бутырской слободы Московским обществом сельского хозяйства был основан Бутырский хутор, использовавшийся для проведения земледельческих опытов. В 1865 году в селе Петровском-Разумовском вблизи хутора была создана Петровская сельскохозяйственная академия. Между Бутырками и академией начали строиться дачи москвичей. Церковь Рождества Пресвятой Богородицы разделила свои земли на небольшие участки и стала продавать или сдавать их в аренду под застройку. В результате в слободе появилось большое количество домов людей среднего достатка — кустарей, извозчиков, трактирщиков и других. Стали строиться промышленные предприятия: парфюмерная фабрика Ралле, меднолитейный и арматурный завод Дергачёва и Гаврилова, машиностроительный завод Густава Листа и другие.
В конце XIX века в Бутырках стал развиваться рельсовый транспорт — сперва в 1880-х годах была построена Алексеевская соединительная линия, затем в 1897—1899 годах параллельно бутырским улицам была проложена Савёловская железная дорога, а возле Бутырской заставы было воздвигнуто здание Бутырского вокзала (с 1912 года — Савёловский). 10 (22) августа 1886 года была открыта линия парового трамвая от Бутырской заставы до сельскохозяйственной академии, в 1922 году паровой трамвай был заменён электрическим. Здесь же, в Бутырках 25 марта (6 апреля) 1899 года была запущена первая в Москве линия электрического трамвая, прошедшая от Петровского парка до Бутырской заставы.
В советское время бывшая слобода превратилась в рабочий район и была застроена многоэтажными домами. Главная улица — Бутырская была преобразована в автомобильную магистраль, ширина которой достигает 45 метров. В 1960—1970-х годах левая сторона Бутырской улицы впервые в Москве была застроена 16-этажными домами из унифицированных деталей.

## Топонимика
В настоящее время бо́льшая часть исторической Бутырской слободы находится на территории Савёловского района Москвы. Нынешний Бутырский район находится преимущественно на территории бывшего Бутырского хутора, основанного лишь в начале XIX века. Также вне исторических Бутырок находятся Бутырская тюрьма, названная так по располагавшимся на её месте казармам Бутырского гусарского полка, и станция метро «Бутырская», получившая название по Бутырскому хутору.